# Обухов, Александр Евлампиевич
Александр Евлампиевич Обухов (20 августа 1864, Воткинск, Вятская губерния — 30 января 1948, Гонконг) — екатеринбургский городской глава в 1908—1917 годах.

## Биография
Родился 8 августа 1864 года в Воткинском заводе Вятской губернии в семье служащего Камско-Воткинского металлургического завода Евлампия Семёновича Обухова. Отец закончил Воткинское окружное училище. Младший брат Михаил (1.11.1867—1945) в будущем станет генерал-майором Белой Армии.
В апреле 1884 года Александр закончил Лисинское лесное училище в звании лесного кондуктора второго разряда.
С мая 1884 года по август 1885 год на службе у начальника горных заводов в Екатеринбургском горном округе. С августа 1885 года на службе рядовым резервного пехотного полка, в 1885—1887 годах учёба в Казанском юнкерском училище. В 1887 году в звании подпоручика был зачислен в запас армейской пехоты.
В 1887 году стал подлесничим Мотовилихинской лесной дачи Пермского пушечного завода, затем в 1888—1889 годах был подлесничим Пыскорской и Висимской дачи, помощником лесничего Мотовилихинской лесной дачи, лесничим Каслинского завода Кыштымского горного округа, с июля 1891 года по 1899 год был старшим лесничим Кыштымского горного округа. В 1897—1899 годах был гласным Красноуфимского уездного и Пермского губернского земств.
В 1899—1902 годах был лесничим Серебрянской дачи Гороблагодатского горного округа. В 1902—1905 годах — лесничий Сергинско-Уфалейского горного округа, в 1905—1906 годах — лесничий Нижнеисетской дачи. С 5 сентября 1906 года — гласный Екатеринбургской городской думы.
10 сентября 1908 года избран городским головой Екатеринбурга, став директором Екатеринбургского тюремного отделения, членом уездного распорядительного комитета по расквартированию войск, гласным уездного земства и почётным мировым судьей. 14 апреля 1910 года был переизбран городским головой, а 11 апреля 1914 года был избран в третий раз. С 1910 года — председатель Екатеринбургского общества взаимного страхования, с октября 1915 года — председатель Екатеринбургского обывательского комитета.
С декабря 1917 года по январь 1918 года ратник Пермской пешей дружины государственного ополчения. Летом 1919 года с отступающими войсками Колчака покинул Екатеринбург, обосновавшись в Харбине.
После оккупации Маньчжурии переехал в Гонконг, где скончался 30 января 1948 года.

## Награды
Александр Евлампиевич за свои достижения был неоднократно награждён:
- орден Святого Станислава III степени;
- орден Святой Анны IV степени;
- 01.01.1915 — орден Святой Анны III степени;
- 12.02.1915 — Медаль «За труды по отличному выполнению всеобщей мобилизации 1914» на ленте Белого орла;
- 26.05.1916 — орден Святого Станислава II степени «за оказание помощи пострадавшим от военных действий».